# School of Performing Arts Seoul
School of Performing Arts Seoul (hangul: 서울공연예술고등학교; lit. Escola de Artes Cênicas de Seoul), também conhecida com a abreviação SOPA (hangul: 서공예),  é uma escola de ensino médio em Seul, Coreia do Sul. É reconhecida por admitir celebridades. 

## História
Foi estabelecida inicialmente como Moonseong Educational Foundation (lit. Fundação de Educação Moonseong) em 1996. Em 2008 tornou-se oficialmente uma escola de artes. 

## Departamentos
- Departamento de Teatro e Filme[2] (Departamento de Artes Teatrais e Departamento de Artes de Transmissão combinados) [3] [4]
- Departamento de Música [5]
- Departamento de Dança [6]
- Departamento de Artes [7]

## Alunos notáveis
Diversas celebridades sul-coreanas (e algumas celebridades de outros países da ásia) estudam, se formaram ou já estudaram na School of Performing Arts Seoul, alguns deles sendo:
- Ahn Som-yi (graduada em 2019)
- An Yu-jin (se retirou antes de se formar)
- Bae Su-ji (graduada em 2013)
- Baek Ji-heon (graduação em 2022)
- Bang Ye-dam (graduação em 2021)
- Cheng Xiao (graduada em 2016)
- Choi Hye-yeon (graduada em 2019)
- Choi Ji-su (graduada em 2019)
- Choi Jin-ri (graduada em 2013)
- Choi Jun-hong (graduado em 2015)
- Choi Min-hwan (graduada em 2011)
- Choi Seo-ah (graduada em 2013)
- Choi Seung-cheol (graduado em 2014)
- Choi Sung-yoon (graduado em 2014)
- Choi Ye-won (graduada em 2018)
- Choi Yoo-jung (graduada em 2019)
- Choi Yu-na (graduada em 2016)
- Chu So-jung (graduada em 2014)
- Gong Chan-sik (graduado em 2012)
- Heo Young-ji (graduada em 2014)
- Hwang Eun-bi (graduada em 2017)
- Hwang Hyun-jin (graduado em 2019)
- Hwang Jun-seo (graduado em 2020)
- Hwang Min-hyun (graduado em 2014)
- Im Yeo-jin (graduação em 2021)
- Jang Won-young (graduação em 2023)
- Jang Ye-eun (graduada em 2017)
- Jeon Jung-kook (graduado em 2017)
- Jeon Won-woo (graduado em 2015)
- Jeong Se-woon(graduado em 2016)
- Jeong Yun-o (graduado em 2016)
- Jeong Yun-ho (graduado em 2018)
- Jung Chae-yeon (graduada em 2016)
- Jung Eun-bi (graduada em 2016)
- Jung Eun-woo (graduada em 2017)
- Jung Woo-seok (graduado em 2017)
- Jung Ye-rin (graduada em 2015)
- Kang So-eun (graduada em 2020)
- Kang Yae-bin (graduada em 2017)
- Kang Chan-hee (graduado em 2018)
- Kang Mi-na (graduada em 2018)
- Kang Seul-gi (graduada em 2013)
- Kang Seung-chan (graduação em 2023)
- Katsuno Rise (graduação em 2022)
- Kim Bo-ra (graduada em 2018)
- Kim Do-yeon (graduada em 2018)
- Kim Dong-hyun (graduado em 2018)
- Kim Jae-hyun (graduado em 2013)
- Kim Ji-ho (graduada em 2016)
- Kim Jong-in (graduado em 2012)
- Kim Min-ju (graduada em 2020)
- Kim Min-jung (graduação em 2021)
- Kim Min-seok (graduado em 2018)
- Kim Na-yun (graduada em 2017)
- Kim Nam-joo (graduada em 2014)
- Kim Su-yun (graduada em 2020)
- Kim Woo-jin (graduado em 2016)
- Kim Ye-won (graduada em 2017)
- Kim Yeon-hee (graduada em 2019)
- Kim Yong-seung (graduado em 2019)
- Kwon Eun-bi (graduada em 2014)
- Lee Ah-in (graduada em 2019)
- Lee Chang-min (graduado em 2016)
- Lee Da-bin (graduada em 2015)
- Lee Dae-hwi (graduado em 2019)
- Lee Dong-hyuck (se retirou antes de se formar)
- Lee Eun-sang (graduação em 2022)
- Lee Ha-yi (graduada em 2015)
- Lee Hye-ri (graduada em 2013)
- Lee Jang-jun (graduado em 2016)
- Lee Jae-hee (graduação em 2023)
- Lee Je-no (se retirou antes de se formar)
- Lee Jae-jin (graduado em 2010)
- Lee Jin-sol (graduada em 2020)
- Lee Jong-hyun (graduado em 2009-2010)
- Lee Seok-min (graduado em 2016)
- Lee Seo-yeon (se retirou antes de se formar)
- Lee So-yul (graduada em 2015)
- Lee Tae-yong (graduado em 2014)
- Mark Lee (graduado em 2018)
- Lee Na-eun (graduada em 2018)
- Lee Yeo-reum (graduada em 2018)
- Na Hae-ryung (graduada em 2013)
- Na Jae-min (se retirou antes de se formar)
- Noh Hyo-jung (graduação em 2021)
- Oh Ha-young (graduada em 2015)
- Oh Se-hun (graduado em 2013)
- Park Chae-rin (graduação em 2021)
- Park Jeong-woo (graduação em 2023)
- Park Ji-hoon (graduado em 2018)
- Park Ji-yeon (transferida antes de se formar)
- Park Jung-hyun (graduada em 2019)
- Park Soo-bin (graduada em 2015)
- Park Soo-young (graduada em 2015)
- Ryu Su-jeong (graduada em 2016)
- Seo Yunk-young (graduada em 2020)
- Son Dong-myeong (graduado em 2018)
- Son Young-jae (graduado em 2020)
- Son Ju-yeon (graduada em 2017)
- Son Na-eun (graduada em 2013)
- Song Seung-hyun (graduado em 2011)
- Sung Na-yeon (graduação em 2021)
- Yang Jeon-gin (graduação em 2021)
- Yang Ye-na (graduada em 2019)
- Yeo Hwan-woong (graduado em 2017)
- Yim Da-young (graduada em 2018)
- Yoo Chang-hyun (graduado em 2014)
- Yoo Ji-ae (graduada em 2012)
- Yun Jung-hwan (graduado em 2019)
- Zhou Jieqiong (graduada em 2017)